# Spatelfåfoting
Spatelfåfoting (Allopauropus multiplex) är en mångfotingart som beskrevs av Paul Auguste Remy 1936. I den svenska databasen Dyntaxa används istället namnet Decapauropus multiplex. Enligt Catalogue of Life ingår spatelfåfoting i släktet småfåfotingar och familjen fåfotingar, men enligt Dyntaxa är tillhörigheten istället släktet Decapauropus och familjen fåfotingar. Enligt den svenska rödlistan är arten nära hotad i Sverige. Arten förekommer i Götaland. Artens livsmiljö är skogslandskap. Inga underarter finns listade i Catalogue of Life.